# Lista över Hamburgs borgmästare

## Utsedda under 1200-talet
- Hartwicus de Erteneborch 1293-1305
- Werner de Metzendorp 1293-1332

## 1300-talet
- Johan Miles 1300-1329
- Hinricus Longus 1300-1304
- Johannes filius Oseri 1300-1316
- Johannes de Monte 1325-1328
- Hinricus de Hetfeld 1325-1335
- Nicolaus Fransoiser 1341-1359
- Nicolaus de Monte 1341-1344
- Hellingbernus Hetvelt 1341-1350
- Johannes Horborch 1343-1345
- Tidericus Uppenperde 1343-1348
- Johannes Militis 1347-1360
- Hinricus Hoop 1350-1367
- Thidericus Uppenperde 1350-1366
- Hinricus de Monte 1356-1380
- Hinricus Hoyeri 1361-1375
- Bertrammus Horborch 1366-1397
- Wernerus de Wighersen 1367-1378
- Ludolfus de Holdenstede 1375-1389
- Kersten Miles 1378-1420
- Hinricus Ybing 1381-1390
- Johannes Hoyeri 1389-1402
- Marquardus Schreye 1390-1419
- Meinardus Buxtehude 1397-1413

## 1400-talet
- Hilmarus Lopow 1401-1410
- Johannes Luneborg 1411-1431
- Hinricus de Monte 1413-1451
- Hinricus Hoyeri 1417-1447
- Johannes Wighe 1420-1438
- Bernhardus Borsteld 1422-1429
- Vicco de Hove 1431-1442
- Simon van Utrecht 1433-1437
- Hinricus Koting 1439-1467
- Thidericus Luneborg 1443-1458
- Detlevus Bremer 1447-1464
- Hinrick Lopow 1451-1470
- Dirick Gherlefstorp 1452-1455
- Hinrick Leseman 1458-1464
- Erik van Tzeven 1464-1478
- Albert Schilling 1464-1480
- Hinrick Murmester 1466-1481
- Johannes Meiger 1472-1486
- Johannes Huge 1478-1499
- Nicolaus de Sworen 1480-1490
- Hermen Langenbeck 1481-1517
- Henning Buring 1486-1499
- Erik van Tzeven 1499-1504
- Detlef Bremer 1499-1506

## 1500-talet
- Bartelt vam Ryne 1505-1524
- Marquard vam Lo 1507-1519
- Johannes van Spreckelsen 1512-1517
- Nicolaus Thode 1517-1524
- Dirick Hohusen 1517-1546
- Gerd vam Holte 1520-1529
- Hinrick Salsborg 1523-1531
- Johann Hulp 1524-1546
- Johannes Wetken 1529-1533
- Pawel Grote 1531-1537
- Albert Westede 1533-1538
- Johannes Rodenborg 1536-1547 (Rodenburg)
- Peter van Spreckelsen 1538-1553
- Jurgen Plate 1546-1557
- Hinrick vam Broke 1546-1548
- Matthias Rheder 1547-1571
- Dithmar Koel 1548-1563
- Albert Hackemann 1553-1580
- Laurens Niebur 1557-1580
- Hermen Wetken 1564-1593
- Evert Moller 1571-1588
- Pawel Grote 1580-1584
- Johannes Niebur 1581-1590
- Nicolaus Vogeler 1585-1587
- Joachim vam Kampe 1588-1594
- Dirick van Eitzen 1589-1598
- Erik van der Fechte 1591-1613
- Joachim Bekendorp 1593-1614
- Dirick vam Holte 1595-1605
- Vincentius Moller 1599-1621

## 1600-talet
- Evert Twestreng 1606-1609
- Hieronymus Vogeler 1609-1642
- Sebastian van Bergen 1614-1623
- Johann Wetken 1614-1616
- Bartholomeus Beckmann 1617-1622
- Joachim Clan 1622-1632
- Albert van Eitzen 1623-1653
- Ulrich Winckel 1624-1649
- Johann Brand 1633-1652
- Bartholomeus  (Barthold) Moller 1643-1667
- Nicolaus Jarre 1650-1678
- Johann Schlebusch 1653-1659
- Peter Lutkens 1654-1666
- Wolfgang Maurer 1660-1662
- Bartholomeus Twestreng 1663-1668
- Johann Schrötteringk 1667-1676
- Johann Schulte 20 juli 1668-2 mars 1697
- Broder Paulsen 15 juli 1670 - 19 januari 1680
- Johann Schröder 12 oktober 1676 - 15 augusti 1684
- Hinrich Meurer 10 augusti 1678 - 5 juni 1684; 12 november 1686 - 14 juli 1690
- Diedrich Moller 1680 - 1687
- Johann Schlüter 13 juni 1684 - 21 oktober 1686
- Joachim Lemmermann 22 augusti 1684 - 28 mars 1704
- Peter Lütkens 3 november 1687 - 28 augusti 1717
- Johann Diedrich Schafshausen 22 juli 1690 - 10 november 1697
- Hieronymus Hartwig Moller 10 mars 1697 - 6 december 1702
- Peter von Lengerke 18 november 1697 - 17 november 1709

## 1700-talet
- Julius Surland 14 december 1702 - 28 juli 1703
- Gerhard Schröder 4 augusti 1703 - 28 januari 1723
- Paul Paulsen 4 april 1704 - 30 juni 1712
- Lucas von Bostel 27 november 1709 - 15 juli 1716
- Ludewig Becceler 7 juli 1712 - 30 juni 1722
- Bernhard Matfeld 24 juli 1716 - 30 juli 1720
- Garlieb Sillem 7 september 1717 - 26 december 1732
- Hinrich Diedrich Wiese 6 augusti 1720 - 1 februari 1728
- Hans Jacob Faber 8 juli 1722 - 15 november 1729
- Johann Anderson 5 februari 1723 - 3 maj 1743
- Rütger Rulant 11 februari 1728 - 22 november 1742
- Daniel Stockfleth 23 november 1729 - 29 januari 1739
- Martin Lucas Schele 6 januari 1733 - 11 januari 1751
- Johann Hermann Luis 7 februari 1739 - 16 september 1741
- Cornelius Poppe 26 september 1741 - 20 november 1759
- Conrad Widow 1 december 1742 - 19 oktober 1754
- Nicolaus Stampeel 14 maj 1743 - 23 maj 1749
- Clemens Samuel Lipstorp 3 juni 1749 - 8 december 1750
- Lucas von Spreckelsen 17 december 1750 - 27 juli 1751
- Martin Hieronymus Schele 19 januari 1751 - 20 november 1774
- Lucas Corthum 3 augusti 1751 - 9 januari 1765
- Nicolaus Schuback 29 oktober 1754 - 28 juli 1783
- Peter Greve 23 november 1759 - 21 april 1780
- Vincent Rumpff 17 januari 1765 - 20 mars 1781
- Johann Schlüter 29 november 1774 - 5 september 1778
- Albert Schulte 11 september 1778 - 3 januari 1786
- Frans Doormann 28 april 1780 - 22 augusti 1784
- Jacob Albrecht von Sienen 28 mars 1781 - 22 augusti 1800
- Johann Anderson 4 augusti 1783 - 12 januari 1790
- Johann Luis 27 augusti 1784 - 31 januari 1788
- Johann Adolph Poppe 11 januari 1786 - 28 augusti 1807
- Martin Dorner 8 februari 1788 - 12 april 1798
- Franz Anton Wagner 22 januari 1790 - 13 november 1801
- Daniel Lienau 20 april 1798 - 13 februari 1811, 18 mars 1813 - 5 juni 1816
- Peter Hinrich Widow 29 augusti 1800 - 16 oktober 1802

## 1801 - 1860
- Friedrich von Graffen 20 november 1801 - 13 februari 1811, 18 mars 1813 - 17 mars 1820
- Wilhelm Amsinck 23 oktober 1802 - 13 februari 1811, 18 mars 1813 - 21 juni 1831
- Johann Arnold Heise 4 september 1807 - 13 februari 1811, 18 mars 1813 - 5 mars 1834
- Christian Matthias Schröder 12 juni 1816 - 6 juli 1821
- Johann Heinrich Bartels 25 mars 1820 - 1 februari 1850
- Johann Daniel Koch 13 juli 1821 - 26 april 1829
- Martin Garlieb Sillem 4 mars 1829 - 24 februari 1835
- Amandus Augustius Abendroth 29 juni 1831 - 14 december 1842
- Martin Hieronymus Schrötteringk 12 mars 1834 - 19 augusti 1835
- Christian Daniel Benecke 2 mars 1835 - 5 mars 1851
- David Schlüter 26 augusti 1835 - 24 november 1843
- Heinrich Kellinghusen 1. Bgm Cath.Petri 1843/44, 1845/46, 1847/48, 1851/52, 1853/54, 1855/56, 1857/58, 1859/60
- Johann Ludewig Dammert 27 november 1843 - 25 januari 1855
- Nicolaus Binder 1. Bgm 1855, 1857, 1859, 1861; 2. Bgm 1856, 1858, 1860

## Erster Bürgermeister1861-1918
| Bild | Namn                             | period                               | Fraktion/parti       |
| ---- | -------------------------------- | ------------------------------------ | -------------------- |
|      | Friedrich Sieveking              | 1 januari 1861 - 31 december 1862    |                      |
|      | Nicolaus Ferdinand Haller        | 1 januari 1863 - 31 december 1864    |                      |
|      | Friedrich Sieveking              | 1 januari 1865 - 31 december 1865    |                      |
|      | Nicolaus Ferdinand Haller        | 1 januari 1866 - 31 december 1867    |                      |
|      | Friedrich Sieveking              | 1 januari 1868 - 31 december 1868    |                      |
|      | Gustav Heinrich Kirchenpauer     | 1 januari 1869 - 31 december 1869    |                      |
|      | Nicolaus Ferdinand Haller        | 1 januari 1870 - 31 december 1870    |                      |
|      | Gustav Heinrich Kirchenpauer     | 1 januari 1871 - 31 december 1872    |                      |
|      | Nicolaus Ferdinand Haller        | 1 januari 1873 - 31 december 1873    |                      |
|      | Hermann Gossler                  | 1 januari 1874 - 31 december 1874    |                      |
|      | Gustav Heinrich Kirchenpauer     | 1 januari 1875 - 31 december 1875    |                      |
|      | Carl Friedrich Petersen          | 1 januari 1876 - 31 december 1877    |                      |
|      | Gustav Heinrich Kirchenpauer     | 1 januari 1878 - 31 december 1878    |                      |
|      | Hermann Anthony Cornelius Weber  | 1 januari 1879 - 31 december 1879    |                      |
|      | Carl Friedrich Petersen          | 1 januari 1880 - 31 december 1880    |                      |
|      | Gustav Heinrich Kirchenpauer     | 1 januari 1881 - 31 december 1881    |                      |
|      | Hermann Anthony Cornelius Weber  | 1 januari 1882 - 31 december 1882    |                      |
|      | Carl Friedrich Petersen          | 1 januari 1883 - 31 december 1883    |                      |
|      | Gustav Heinrich Kirchenpauer     | 1 januari 1884 - 31 december 1884    |                      |
|      | Hermann Anthony Cornelius Weber  | 1 januari 1885 - 31 december 1885    |                      |
|      | Carl Friedrich Petersen          | 1 januari 1886 - 31 december 1886    |                      |
|      | Gustav Heinrich Kirchenpauer     | 1 januari 1887 - 3 mars 1887         |                      |
|      | Johannes Versmann                | 14 mars 1887 - 31 december 1888      |                      |
|      | Carl Friedrich Petersen          | 1 januari 1889 - 31 december 1889    |                      |
|      | Johann Georg Mönckeberg          | 1 januari 1890 - 31 december 1890    | Fraktion der Rechten |
|      | Johannes Versmann                | 1 januari 1891 - 31 december 1891    |                      |
|      | Carl Friedrich Petersen          | 1 januari 1892 - 14 november 1892    |                      |
|      | Johann Georg Mönckeberg          | 14 november 1892 - 31 december 1893  | Fraktion der Rechten |
|      | Johannes Versmann                | 1 januari 1894 - 31 december 1894    |                      |
|      | Johannes Christian Eugen Lehmann | 1 januari 1895 - 31 december 1895    |                      |
|      | Johann Georg Mönckeberg          | 1 januari 1896 - 31 december 1896    | Fraktion der Rechten |
|      | Johannes Versmann                | 1 januari 1897 - 31 december 1897    |                      |
|      | Johannes Christian Eugen Lehmann | 1 januari 1898 - 31 december 1898    |                      |
|      | Johann Georg Mönckeberg          | 1 januari 1899 - 31 december 1899    | Fraktion der Rechten |
|      | Johannes Christian Eugen Lehmann | 1 januari 1900 - 15 september 1900   |                      |
|      | Georg Hachmann                   | 15 september 1900 - 31 december 1901 |                      |
|      | Johann Georg Mönckeberg          | 1 januari 1902 - 31 december 1902    | Fraktion der Rechten |
|      | Johann Heinrich Burchard         | 1 januari 1903 - 31 december 1903    |                      |
|      | Georg Hachmann                   | 1 januari 1904 - 5 juli 1904         |                      |
|      | Johann Georg Mönckeberg          | 5 juli 1904 - 31 december 1905       | Fraktion der Rechten |
|      | Johann Heinrich Burchard         | 1 januari 1906 - 31 december 1906    |                      |
|      | Johann Otto Stammann             | 1 januari 1907 - 31 december 1907    |                      |
|      | Johann Georg Mönckeberg          | 1 januari 1908 - 27 mars 1908        | Vereinigte Liberale  |
|      | Johann Heinrich Burchard         | 27 mars 1908 - 31 december 1909      |                      |
|      | Max Predöhl                      | 1 januari 1910 - 31 december 1911    |                      |
|      | Johann Heinrich Burchard         | 1 januari 1912 - 6 september 1912    |                      |
|      | Carl Augusti Schröder            | 6 september 1912 - 31 december 1913  |                      |
|      | Max Predöhl                      | 1 januari 1914 - 31 december 1914    |                      |
|      | Werner von Melle                 | 1 januari 1915 - 31 december 1915    |                      |
|      | Carl Augusti Schröder            | 1 januari 1916 - 31 december 1916    |                      |
|      | Max Predöhl                      | 1 januari 1917 - 31 december 1917    |                      |
|      | Werner von Melle                 | 1 januari 1918 - 12 november 1918    |                      |

## Erster Bürgermeister1919-1933 (Weimarrebubliken)
| Bild | Namn              | Period                               | Parti |
| ---- | ----------------- | ------------------------------------ | ----- |
|      | Werner von Melle  | 31 mars 1919 - 21 december 1919      |       |
|      | Friedrich Sthamer | 21 december 1919 - 13 februari -1920 |       |
|      | Arnold Diestel    | 14 februari 1920 - 3 januari 1924    | DDP   |
|      | Carl Petersen     | 4 januari 1924 - 31 december 1929    | SPD   |
|      | Rudolf Ross       | 1 januari 1930 - 31 december 1931    | SPD   |
|      | Carl Petersen     | 1 januari 1932 - 7 mars 1933         | DDP   |

### Zweiter Bürgermeister1919-1933
| Namn          | Period                            | Parti |
| ------------- | --------------------------------- | ----- |
| Otto Solten   | 31 mars 1919 - 17 mars 1925       | SPD   |
| Max Schramm   | 18 mars 1925 - 4 april 1928       | DVP   |
| Rudolf Ross   | 5 april 1928 - 31 december 1929   | SPD   |
| Carl Petersen | 1 januari 1930 - 31 december 1931 | DDP   |
| Rudolf Ross   | 1 januari 1932 - 3 mars 1933      | SPD   |

## Erster Bürgermeister1933-1945
| Namn                  | Period                    | Parti |
| --------------------- | ------------------------- | ----- |
| Carl Vincent Krogmann | 8 mars 1933 - 11 maj 1945 | NSDAP |

### Zweiter Bürgermeister1933-1934
| Namn                          | Period                        | Parti                 |
| ----------------------------- | ----------------------------- | --------------------- |
| Wilhelm Amsinck Burchard-Motz | 8 mars 1933 - 8 november 1934 | DVP; 01/04/1933 NSDAP |

## Erster Bürgermeister1945-1946
| Namn            | Period                         | Parti |
| --------------- | ------------------------------ | ----- |
| Rudolf Petersen | 15 maj 1945 - 22 november 1946 | CDU   |

### Zweiter Bürgermeister1945-1946
| Namn               | Period                         | Parti |
| ------------------ | ------------------------------ | ----- |
| Adolph Schönfelder | 6 juni 1945 - 15 november 1946 | SPD   |

## Erster Bürgermeister1946-idag
| Namn               | Period                             | Parti |
| ------------------ | ---------------------------------- | ----- |
| Max Brauer         | 22 november 1946 - 2 december 1953 | SPD   |
| Kurt Sieveking     | 2 december 1953 - 4 december 1957  | CDU   |
| Max Brauer         | 4 december 1957 - 31 december 1960 | SPD   |
| Paul Nevermann     | 1 januari 1961 - 9 juni 1965       | SPD   |
| Herbert Weichmann  | 9 juni 1965 - 9 juni 1971          | SPD   |
| Peter Schulz       | 9 juni 1971 - 4 november 1974      | SPD   |
| Hans-Ulrich Klose  | 22 november 1974 - 22 maj 1981     | SPD   |
| Klaus von Dohnanyi | 24 juni 1981 - 8 juni 1988         | SPD   |
| Henning Voscherau  | 8 juni 1988 - 8 oktober 1997       | SPD   |
| Ortwin Runde       | 12 november 1997 - 31 oktober 2001 | SPD   |
| Ole von Beust      | 31 oktober 2001 - 25 augusti 2010  | CDU   |
| Christoph Ahlhaus  | 25 augusti 2010 - 7 mars 2011      | CDU   |
| Olaf Scholz        | 7 mars 2011 - 13 mars 2018         | SPD   |
| Peter Tschentscher | sedan 28 mars 2018                 | SPD   |

### Zweiter Bürgermeister1946-idag
| Namn                     | Period                              | Parti    |
| ------------------------ | ----------------------------------- | -------- |
| Christian Koch           | 19 november 1946 - 18 februari 1950 | FDP      |
| Paul Nevermann           | 28 februari 1950 - 2 december 1953  | SPD      |
| Edgar Engelhard          | 2 december 1953 - 27 april 1966     | FDP      |
| Wilhelm Drexelius        | 27 april 1966 - 22 april 1970       | SPD      |
| Peter Schulz             | 22 april 1970 - 9 juni 1971         | SPD      |
| Helmuth Kern             | 9 juni 1971 - 3 oktober 1972        | SPD      |
| Hans Rau                 | 3 oktober 1972 - 30 april 1974      | FDP      |
| Dieter Biallas           | 30 april 1974 - 28 juni 1978        | FDP      |
| Helga Elstner            | 28 juni 1978 - 13 juni 1984         | SPD      |
| Alfons Pawelczyk         | 13 juni 1984 - 2 september 1987     | SPD      |
| Ingo von Münch           | 2 september 1987 - 26 juni 1991     | FDP      |
| Hans-Jürgen Krupp        | 26 juni 1991 - 1 december 1993      | SPD      |
| Erhard Rittershaus       | 15 december 1993 - 12 november 1997 | Partilös |
| Krista Sager             | 12 november 1997 - 31 oktober 2001  | Grüne    |
| Ronald Schill            | 31 oktober 2001 - 19 augusti 2003   | PRO      |
| Mario Mettbach           | 21 augusti 2003 - 17 mars 2004      | PRO      |
| Birgit Schnieber-Jastram | 17 mars 2004 - 7 maj 2008           | CDU      |
| Christa Goetsch          | 7 maj 2008 - 29 november 2010       | Grüne    |
| Dietrich Wersich         | 30 november 2010 - 7 mars 2011      | CDU      |
| Dorothee Stapelfeldt     | 23 mars 2011 - 15 april 2015        | SPD      |
| Katharina Fegebank       | sedan 15 april 2015                 | Grüne    |